# Bibliografia do stalinismo e da União Soviética
Esta é uma bibliografia selecionada de livros em inglês ou português pós-Segunda Guerra Mundial (incluindo traduções) e artigos de periódicos sobre o stalinismo e a era stalinista da história soviética. As entradas de livros contêm referências a resenhas de periódicos sobre eles, quando úteis e disponíveis. Bibliografias adicionais podem ser encontradas em muitas das obras do tamanho de um livro listadas abaixo.
A biografia de Stalin escrita por Stephen Kotkin tem uma extensa bibliografia; Stalin: Paradoxes of Power, 1878–1928 contém uma bibliografia de 52 páginas e Stalin: Waiting for Hitler, 1929–1941 contém uma bibliografia de cinquenta páginas cobrindo a vida de Stalin e o stalinismo na União Soviética. Consulte a bibliografia para várias bibliografias adicionais de livros e capítulos.
Critério de inclusão
O período abrangido é 1924–1953, começando aproximadamente com a morte de Lenin e terminando aproximadamente com a morte de Stalin. Esta bibliografia não inclui o período de desestalinização.
Os tópicos incluem o período pós-Lenin da consolidação do poder de Stalin de 1924 a 1926 e tópicos intimamente relacionados; para trabalhos sobre o envolvimento soviético na Segunda Guerra Mundial, ver Bibliografia da União Soviética durante a Segunda Guerra Mundial. Biografias de indivíduos proeminentes associados à era stalinista e à expansão do stalinismo durante a era imediatamente após a Segunda Guerra Mundial. Esta bibliografia não inclui ficção, artigos de jornais (esperados em referências), coleções de fotos ou filmes criados durante ou sobre o stalinismo ou a era stalinista.
Os trabalhos incluídos são referenciados em notas ou bibliografias de fontes acadêmicas secundárias ou periódicos. Os trabalhos incluídos devem ser publicados por uma editora acadêmica ou amplamente distribuída, ser de autoria de um notável especialista no assunto, conforme demonstrado por análises acadêmicas, e ter análises significativas em periódicos acadêmicos sobre o trabalho. Para manter a extensão da bibliografia controlável, apenas itens que atendam claramente aos critérios devem ser incluídos.
Estilo de citação
Esta bibliografia usa citações no estilo APA. As inscrições não usam modelos. Referências a resenhas e notas para entradas usam modelos de citação. Quando forem listados livros que estejam apenas parcialmente relacionados com a história russa, os títulos dos capítulos ou seções deverão ser indicados, se possível, significativos e não excessivos.
Caso a obra tenha sido traduzida para o inglês, deverá ser incluído o tradutor e deverá ser incluída uma nota de rodapé com informações bibliográficas adequadas à versão no idioma original.
Ao listar trabalhos com títulos ou nomes publicados com grafias alternativas em inglês, deve-se usar o formulário usado na última versão publicada e a versão e as informações bibliográficas relevantes anotadas caso tenham sido publicadas ou revisadas anteriormente com um título diferente.

## Levantamentos gerais da história soviética
Estas obras contêm visões gerais significativas da era stalinista.
- Cohen, S. F. (2011). Rethinking the Soviet Experience: Politics and History since 1917. Nova Iorque: Oxford University Press.[5][6]
- Figes, O. (2015). Revolutionary Russia, 1891–1991. Nova Iorque: Metropolitan Books.
- Heller, M., Nekrich, A. M., & Carlos, P. B. (1986). Utopia in Power: The History of the Soviet Union from 1917 to the present. Nova Iorque: Simon e Schuster.[7][8]
- Hosking, G. (1987). The First Socialist Society: A History of the Soviet Union from Within (Second Edition). Cambridge: Harvard University Press.[9][10][11]
- Kort, M. G. (2019). The Soviet Colossus (8.ª edição). Londres: Routledge.[12]
- Kenez, P. (2017). A History of the Soviet Union from the Beginning to its Legacy. Nova Iorque: Cambridge University Press.
- Lewin, M. (2016). The Soviet Century. (G. Elliot, Ed.). Nova Iorque: Verso.[13][14]
- Malia, M. (1995). Soviet Tragedy: A History of Socialism in Russia 1917–1991. Nova Iorque: Free Press.[15][16]
- Mccauley, M. (2007). The Rise and Fall of the Soviet Union. Londres: Routledge.[17][18]
- Nove, A. (1993). An Economic History of the USSR 1917–1991 (3.ª edição). Londres: Arkana Publishing.
- Suny, R. G. (Ed.). (2006). The Cambridge History of Russia: Volume 3, The Twentieth Century. Cambridge: Cambridge University Press.[c][19][20]
- ——. (2013). The Structure of Soviet History: Essays and Documents (2.ª ed.). Nova Iorque: Oxford University Press.[21]

## Pesquisas e monografias de período (1924-1953)
- Angotti, T. (1988). The Stalin Period: Opening up History. Science & Society, 52(1), 5–34.
- Antonov-Ovseenko, A. (1983). The Time of Stalin: Portrait of a Tyranny. Nova Iorque: Harper & Row.[22]
- Armstrong, J. A. (1961). The Politics of Totalitarianism : The Communist Party of the Soviet Union from 1934 to the Present. Nova Iorque: Random House.[23]
- Hoffmann, D. L. (2018). The Stalinist Era. Cambridge: Cambridge University Press.
- Kuromiya, H. (2007). Stalin and His Era. The Historical Journal, 50(3), 711–724.
- McCagg, W. O. (1978). Stalin Embattled: 1943–1948. Detroit, MI: Wayne State University Press.[24][25]
- Pipes, R. (1997, ed. orig. 1954). The Formation of the Soviet Union: Communism and Nationalism 1917–1923, Revised Edition. Cambridge: Harvard University Press.
- Shearer, D. (2018). Stalin at War, 1918–1953: Patterns of Violence and Foreign Threat. Jahrbücher Für Geschichte Osteuropas, 66(2), 188–217.
- Smith, S. A. (2017). Russia in Revolution: An Empire in Crisis, 1890 to 1928 (capítulos 5–7). Nova Iorque: Oxford University Press.[26][27]
- Smele, J. (2016). The “Russian” Civil Wars, 1916–1926: Ten Years That Shook the World (Chapter 6 and Conclusion). Nova Iorque: Oxford University Press.[28][29][30][31]
- Snyder, T., & Brandon, R. (Eds.). (2014). Stalin and Europe: Imitation and Domination, 1928-1953. Oxford: Oxford University Press.[32]
- Tucker, R. C. (1992). Stalin in Power: The Revolution from Above, 1928–1941. Nova Iorque: Norton.[33][34]

### Era pós-guerra
- Hahn, W. G. (1982). Postwar Soviet Politics: The Fall of Zhdanov and the Defeat of Moderation, 1946–53. Ithaca: Cornell University Press.[35][36]
- Kirschenbaum, L. (2011). Remembering and Rebuilding: Leningrad after the Siege from a Comparative Perspective. Journal of Modern European History, 9(3), 314–327.
- Ruble, B. (1983). The Leningrad Affair and the Provincialization of Leningrad. The Russian Review, 42(3), 301–320.
- Werth, A., & Salisbury, H. E. (1971). Russia: The Postwar Years. Londres: Hale.
- White, E. (2007). After the War Was over: The Civilian Return to Leningrad. Europe-Asia Studies, 59(7), 1145–1161.
- Zubkova, Elena. (2004). The Soviet Regime and Soviet Society in the Postwar Years: Innovations and Conservatism, 1945–1953. Journal of Modern European History, 2(1), 134–152.

## História social
- Bettelheim, C., & Pearce, B. (1978). Class Struggles in the USSR: Second Period 1923–1930. Nova Iorque: Monthly Review Press.[37]
- Campeanu, P., & Vale, M. (1988). The Genesis of the Stalinist Social Order. International Journal of Sociology, 18(1/2), 1–165.
- Caroli, D., & Williams, R. (2003). Bolshevism, Stalinism, and Social Welfare (1917–1936). International Review of Social History, 48(1), 27–54.
- Cohen, S. F. (1986). Stalin's Terror As Social History. The Russian Review, 45(4), 375–384.
- Davies, S. (1997). "Us against Them": Social Identity in Soviet Russia, 1934–41. The Russian Review, 56(1), 70–89.
- ———. (1999). Popular Opinion in Stalin's Russia: Terror, Propaganda and Dissent, 1934–1941. Cambridge: Cambridge University Press.[38][39][40][41]
- Edele, M. (2011). Stalinist Society: 1928–1953. Nova Iorque: Oxford University Press.[42][43]
- ———. (2014). The New Soviet Man as a "Gypsy": Nomadism, War, and Marginality in Stalin's Time. Region, 3(2), 285–307.
- Figes, O. (2008). The Whisperers: Private Life in Stalin's Russia. Nova Iorque: Picador.[44][45]
- Fitzpatrick, S. (1979). Stalin and the Making of a New Elite, 1928–1939. Slavic Review, 38(3), 377–402.
- ———. (1984). The Russian Revolution and Social Mobility: A Re-examination of the Question of Social Support for the Soviet Regime in the 1920s and 1930s. Politics & Society, 13(2), 119–141.
- ———. (1989). War and Society in Soviet Context: Soviet Labor before, during, and after World War II. International Labor and Working-Class History, (35), 37–52.
- ———. (1999). Everyday Stalinism: Ordinary Life in Extraordinary Times: Soviet Russia in the 1930s. Nova Iorque: Oxford University Press.[46][47][48]
- Galmarini, M. (2016). The Right to Be Helped: Deviance, Entitlement, and the Soviet Moral Order (Série NIU em Estudos Eslavos, do Leste Europeu e da Eurásia). DeKalb: Northern Illinois University Press.[49]
- Ginsburgs, G. (1957). The Soviet Union and the Problem of Refugees and Displaced Persons 1917– 1956. The American Journal of International Law, 51(2), 325–361.
- Hoffmann, D. L. (2011). Cultivating the Masses: Modern State Practices and Soviet Socialism, 1914–1939. Ithaca: Cornell University Press.[50][51]
- Kiaer, C. (2008). Everyday Life in Early Soviet Russia: Taking the Revolution Inside. Bloomington, IN: Indiana University Press.[52][53][54]
- Lewin, M. (1976) Society and the Stalinist State in the Period of the Five Year Plans. Social History, 1(2), 139–175.
- ———. (1994). The Making of the Soviet System: Essays in the Social History of Interwar Russia. Nova Iorque: New Press.[55][56]
- Lorimer, F. (1979). The Population of the Soviet Union: History and Prospects. Nova Iorque: AMS Press.[57][58]
- Mawdsley, E., & White, S. (2004). The Soviet Elite from Lenin to Gorbachev: The Central Committee and Its Members, 1917–1991. Oxford: Oxford University Press.[59][60]
- Noskova, O. G. (1996) The Social History of Industrial Psychology in Russia. Journal of Russian & East European Psychology, 34(4), 8–25.
- Nove, A. (1983). The Class Nature of the Soviet Union Revisited. Soviet Studies, 35(3), 298–312.
- Siegelbaum, L. H. (1994). Soviet State and Society Between Revolutions, 1918–1929. Cambridge: Cambridge University Press.[61][62]
- Weiner, A. (1999). Nature, Nurture, and Memory in a Socialist Utopia: Delineating the Soviet Socio-Ethnic Body in the Age of Socialism. The American Historical Review, 104(4), 1114–1155.
- Yekelchyk, S. (2014). Stalin’s Citizens: Everyday Politics in the Wake of Total War. Oxford: Oxford University Press.[63]
- Zubkova, E., & Ragsdale, H. (2015). Russia After The War: Hopes, Illusions, and Disappointments, 1945–1957. Londres: Routledge.[64][65]

### Cultura

Soviet Socialist Realism

• Anderson, J (2018). The Spatial Cosmology of the Stalin Cult: Ritual, Myth and Metanarrative. University of Glasgow.
- Barber, J. (1981). Soviet Historians in Crisis, 1928–1932. Londres: Macmillan.[67][68]
- Baraban, E. V. (2014). Filming a Stalinist War Epic in Ukraine: Ihor Savchenko's "The Third Strike." Canadian Slavonic Papers / Revue Canadienne Des Slavistes, 56(1/2), 17–41.
- Baumgartner, M. and Buehler, K. (2017). The Revolution is Dead - Long Live the Revolution: From Malevich to Judd, From Deineka to Bartana. Nova Iorque: Prestel/Random House.
- Clark, K. (2001). Moscow, the Fourth Rome: Stalinism, Cosmopolitanism, and the Evolution of Soviet Culture, 1931–1941. Cambridge: Harvard University Press.[69][70][71]
- Congdon, L. (2017). Solzhenitsyn: The Historical-Spiritual Destinies of Russia and the West (Série NIU em Estudos Eslavos, do Leste Europeu e da Eurásia). DeKalb: Northern Illinois University Press.
- Enteen, G. (1989). The Stalinist Conception of Communist Party History. Studies in Soviet Thought, 37(4), 259–274.
- Feinstein, E. (2007). Anna of all the Russias: The Life of Anna Akhmatova. Nova Iorque: Knopf.[72]
- Fitzpatrick, S. (1971). The Emergence of Glaviskusstvo. Class War on the Cultural Front, Moscow, 1928–29. Soviet Studies, 23(2), 236–253.
- ———. (1976). Culture and Politics under Stalin: A Reappraisal. Slavic Review, 35(2), 211–231. doi:10.2307/2494589.
- ———. (1990). Cultural Revolution in Russia: 1928–1931. Bloomington, IN: Indiana University Press.[73][74]
- ———. (1992). The Cultural Front: Power and Culture in Revolutionary Russia. Ithaca: Cornell University Press.[d][75][76][77][78]
- Glisic, I. (2018). The Futurist Files: Avant-Garde, Politics, and Ideology in Russia, 1905–1930. DeKalb: Northern Illinois University Press.
- Günther, H. (2003). The Culture of the Stalin Period. Nova Iorque: Macmillan.[79][80]
- Hellbeck, J. (2016). Revolution on My Mind: Writing a Diary Under Stalin. Cambridge: Harvard University Press.[81][82]
- Kirkwood, M. (Ed.) (1990). Language Planning in the Soviet Union. Nova Iorque: St. Martin's Press.
- Kutulas, J. (1995). The Long War: The Intellectual People's Front and anti-Stalinism, 1930–1940. Durham, NC: Duke University Press.[83][84]
- Rolf, M. (2009). A Hall of Mirrors: Sovietizing Culture under Stalinism. Slavic Review, 68(3), 601–630.
- Shkandrij, M. (2001). Russia and Ukraine: Literature and the Discourse of Empire from Napoleonic to Postcolonial Times. Montreal & Kingston: McGill-Queen's Press.
- Stites, R. (1992). Russian Popular Culture: Entertainment and Society Since 1900. Cambridge: Cambridge University Press.[85][86]
- Strong, J. W. (1990). Essays on Revolutionary Culture and Stalinism. Columbus, Ohio: Slavica Publications.[87]
- Tromly, B. (2014). Making the Soviet Intelligentsia: Universities and Intellectual Life Under Stalin and Khrushchev. Cambridge: Cambridge University Press.[88][89][90]
- Widdis, E. (2017). Socialist Senses: Film, Feeling, and the Soviet Subject 1917–1940'. Bloomington: Indiana University Press.[91]

#### Artes e realismo socialista
- Bullitt, M. (1976). Toward a Marxist Theory of Aesthetics: The Development of Socialist Realism in the Soviet Union. The Russian Review, 35(1), 53–76.
- Conquest, R. (1979). The Pasternak Affair: Courage of Genius: A Documentary Report. New York: Octagon Books.[92][93]
- Demaitre, A. (1966). The Great Debate on Socialist Realism. The Modern Language Journal, 50(5), 263–268.
- Dobrenko, E., & Naiman, E. (Eds.). (2003). The Landscape of Stalinism: The Art and Ideology of Soviet Space. Seattle: University of Washington Press.[94][95][96]
- Dobrenko, E. A., &  Jonsson-Skradol, N. (2018). Socialist Realism in Central and Eastern European Literatures under Stalin. Nova Iorque:  Anthem Press.[e]
- Dovšenko, O. (1973). Alexander Dovzhenko: The Poet as Filmmaker. Cambridge. Harvard University Press.[97][98]
- Dunham, V. S., Sheldon, R., & Hough, J. F. (1990). In Stalin's Time: Middleclass Values in Soviet Fiction. Durham: Duke University Press.[99][100]
- Groys, B. (2014). The Total Art of Stalinism: Avant-Garde, Aesthetic Dictatorship, and Beyond. (Trad. de C. Rougle) Nova Iorque: Verso Books.[101][102]
- Fitzpatrick, S. (2002). The Commissariat of Enlightenment: Soviet Organization of Education and the Arts under Lunacharsky, October 1917–1921. Cambridge: Cambridge University Press.
- Horvath, R. (2006). The Poet of Terror: Dem'ian Bednyi and Stalinist Culture. The Russian Review, 65(1), 53–71.
- James, C. V. (2014). Soviet Socialist Realism: Origins and Theory. Nova Iorque: Palgrave Macmillan.[103][104]
- Kettering, K. L. (2000). An Introduction to the Design of the Moscow Metro in the Stalin Period: “The Happiness of Life Underground.” Studies in the Decorative Arts, 7(2), 2–20. * Krylova, A. (2001). “Healers of Wounded Souls”: The Crisis of Private Life in Soviet Literature, 1944–1946. The Journal of Modern History, 73(2), 307–331.
- Maguire, R. A. (2000). Red Virgin Soil: Soviet Literature in the 1920s. Evanston, IL: Northwestern University Press.[105][106][107]
- Masing-Delic, I. (2012). From Symbolism to Socialist Realism: A Reader. Boston, MA: Academic Studies Press.
- McSmith, A. (2015). Fear and the Muse Kept Watch: The Russian Masters from Akhmatova and Pasternak to Shostakovich and Eisenstein Under Stalin. Nova Iorque: The New Press.
- Morson, G. S. (1979). Socialist Realism and Literary Theory. The Journal of Aesthetics and Art Criticism, 38(2), 121–133.
- Petrov, P. M. (2015). Automatic for the Masses: The Death of the Author and the Birth of Socialist Realism. Toronto, ON: University of Toronto Press.[108]
- Pouncy, C. (2005). Stumbling Toward Socialist Realism: Ballet In Leningrad, 1927–1937. Russian History, 32(2), 171–193.
- Reid, S. E. (2001). Socialist Realism in the Stalinist Terror: The Industry of Socialism Art Exhibition, 1935-41. The Russian Review, 60(2), 153–184.
- Robin, R. (1992). Socialist Realism: An Impossible Aesthetic. Palo Alto: Stanford University Press.[109][110][111]
- Senelick, L., & Ostrovsky, S. (Eds.). (2014). The Soviet Theater: A Documentary History. New Haven: Yale University Press.[112][113][114]
- Udovički-Selb, D. (2009). Between Modernism and Socialist Realism: Soviet Architectural Culture under Stalin’s Revolution from Above, 1928–1938. Journal of the Society of Architectural Historians, 68(4), 467–495.
- Youngblood, D. J. (1991). Soviet Cinema in the Silent Era, 1918–1935. Austin, TX: University of Texas Press.[115][116]

### Educação
- Fitzpatrick, S. (2002). The Commissariat of Enlightenment: Soviet Organization of Education and the Arts under Lunacharsky, October 1917–1921. Cambridge: Cambridge University Press.
- ———. (2002). Education and Social Mobility in the Soviet Union 1921–1934. Cambridge, UK: Cambridge University Press.[117][118][119]
- Pauly, M. (2014). Breaking the Tongue: Language, Education, and Power in Soviet Ukraine, 1923–1934. University of Toronto Press.[120]

### Política de nacionalidade
- Blank, S. (1994). The Sorcerer as Apprentice: Stalin as Commissar of Nationalities, 1917–1924. Westport: Greenwood Press.
- Blitstein, P. A. (2006). Cultural Diversity and the Interwar Conjuncture: Soviet Nationality Policy in Its Comparative Context. Slavic Review, 65(2), 273–293.
- Carrère d’Encausse, H. (Festinger, N., Trans.) (1992). The Great Challenge: Nationalities and the Bolshevik State, 1917–1930. Nova Iorque: Holmes & Meier.
- Hirsch, F. (2005). Empire of Nations: Ethnographic Knowledge and the Making of the Soviet Union. Ithaca: Cornell University Press.
- Liber, G. (2010). Soviet Nationality Policy, Urban Growth, and Identity Change in the Ukrainian SSR 1923-1934 (Estudos Russos, Soviéticos e Pós-Soviéticos de Cambridge). Cambridge: Cambridge University Press.[121][122][123]
- Martin, T. (2001). The Affirmative Action Empire: Nations and Nationalism in the Soviet Union, 1923–1939. Ithaca: Cornell University Press.
- Smith, J. (2013). Red Nations: The Nationalities Experience in and after the USSR. Cambridge: Cambridge University Press.
- Suny, R. G. (1993). The Revenge of the Past: Nationalism, Revolution, and the Collapse of the Soviet Union. Stanford, CA: Stanford University Press.

### Religião
- Adams, A. S., & Shevzov, V. (Eds.). (2018). Framing Mary: The Mother of God in Modern, Revolutionary, and Post-Soviet Russian Culture. DeKalb: Northern Illinois University Press.[124]
- Arjakovsky, A., Ryan, J., & Williams, R. (2013). The Way: Religious Thinkers of the Russian Emigration in Paris and Their Journal, 1925-1940 (J. A. Jillions & M. Plekon, Eds.; 1.ª ed.). University of Notre Dame Press.[125][126][127][128]
- Bemporad, E. (2013). Becoming Soviet Jews: The Bolshevik Experiment in Minsk. Bloomington, IN: Indiana University Press.
- Bociurkiw, B. R. (1996). The Ukrainian Greek Catholic Church and the Soviet State (1939–1950). Edmonton: Canadian Institute of Ukrainian Studies Press.[129][130]
- Budnitskii, O., Engel, D., Estraikh, G., & Shternshis, A. (2022). Jews in the Soviet Union: A History.[f] Nova Iorque: NYU Press.
- Curtiss, J. S. (1963). The Russian Church and the Soviet State, 1917–1950. Boston, MA: Little, Brown.
- Givens, J. (2018). The Image of Christ in Russian Literature: Dostoevsky, Tolstoy, Bulgakov, Pasternak (NIU Series in Slavic, East European, and Eurasian Studies). DeKalb: Northern Illinois University Press.
- Halevy, Z. (1976). Jewish Students in Soviet Universities in the 1920s. Soviet Jewish Affairs, 6(1), 56–70.
- Husband, W. B. (1998). Soviet Atheism and Russian Orthodox Strategies of Resistance, 1917‐1932. The Journal of Modern History, 70(1), 74–107.
- King, R. (1975). Religion and Communism in the Soviet Union and Eastern Europe. Brigham Young University Studies, 15(3), 323–347.
- Miner, S. M. (2003). Stalin's Holy War: Religion, Nationalism, and Alliance Politics, 1941–1945. Chapel Hill, NC: University of North Carolina Press.[131][132][133]
- Pinkus, B. (2009). The Jews of the Soviet Union: The History of a National Minority (Cambridge Russian, Soviet and Post-Soviet Studies). Cambridge: Cambridge University Press.[134][135][136][137]
- Pospielovsky, D. (1984). The Russian Church under the Soviet Regime, 1917–1982. Crestwood, NY: St. Vladimir's Seminary Press.[138][139]
- Rosenthal, B. G. (Ed.). (1997). The Occult in Russian and Soviet Culture. Nova Iorque: Cornell University Press.[140][141][142][143]
- Tumarkin, N. (1981). Religion, Bolshevism, and the Origins of the Lenin Cult. The Russian Review, 40(1), 35–46.
- Weinryb, B. (1979). Stalin's Zionism. Proceedings of the American Academy for Jewish Research, 46/47, 555–572.
- Wheeler, G. (1977). Islam and the Soviet Union. Middle Eastern Studies, 13(1), 40–49.

### Mulheres e família
- Alexopoulos, G. (2009). Exiting the Gulag after War Women, Invalids, and the Family. Jahrbücher Für Geschichte Osteuropas, 57(4), 563–579.
- Bridger, S. (2012). Women in the Soviet Countryside: Women's Roles in Rural Development in the Soviet Union (estudos russos, soviéticos e pós-soviéticos de Cambridge). Cambridge: Cambridge University Press.[144][145][146]
- Emery, J. (2017). Alternative Kinships: Economy and Family in Russian Modernism. DeKalb: Northern Illinois University Press.
- Engel, B. (1987). Women in Russia and the Soviet Union. Signs, 12(4), 781–796.
- Engel, B. A. (2021). Marriage, Household, and Home in Modern Russia from Peter the Great to Vladimir Putin (A Série Bloomsbury de História da Rússia Moderna). Londres e Nova Iorque: Bloomsbury Academic.[147]
- Fitzpatrick, S., & Slezkine, Y. (2018). In the Shadow of Revolution: Life Stories of Russian Women from 1917 to the Second World War. Princeton: Princeton University Press.
- Friedman, R. (2020). Modernity, Domesticity and Temporality in Russia: Time at Home. Londres: Bloomsbury.[147]
- Goldman, W. (2010). Women, the State and Revolution: Soviet Family Policy and Social Life, 1917-1936 (Estudos Russos, Soviéticos e Pós-Soviéticos de Cambridge). Cambridge: Cambridge University Press.[148][149][150]
- Ilic, M. (Ed.). (2017). The Palgrave Handbook of Women and Gender in Twentieth-Century Russia and the Soviet Union. Palgrave Macmillan.
- Lapidus, G. W. (1979). Women in Soviet Society: Equality, Development and Social Change. Berkeley: University of California Press.[151][152]
- Qualls, K. D. (2020). Stalin's Niños: Educating Spanish Civil War Refugee Children in the Soviet Union, 1937–1951. Toronto: University of Toronto Press, 2020.[153]
- Waters, E. (1992). The Modernisation of Russian Motherhood, 1917–1937. Soviet Studies, 44:1, 123–135.

### Outros tópicos
- Frank, W. D. (2013). Everyone to Skis!: Skiing in Russia and the Rise of Soviet Biathlon (Série NIU em estudos eslavos, do Leste Europeu e da Eurásia). DeKalb: Northern Illinois University Press.[154][155]

## Terror, fome e o Gulag
- Alexopoulos, G. (2016). Medical Research in Stalin’s Gulag. Bulletin of the History of Medicine, 90(3), 363–393.
- Alexopoulos, G. (2017). Illness and Inhumanity in Stalin’s Gulag (Yale-Hoover Series on Authoritarian Regimes). New Haven: Yale University Press.[156]
- Applebaum, A. (2003). Gulag: A History. Nova Iorque: Doubleday.[157][158]
- ———. (2012). Iron Curtain: The Crushing of Eastern Europe, 1944–1956. Nova Iorque: Doubleday.[159][160]
- ———. (2017). Red Famine: Stalin's War on Ukraine. Nova Iorque: Doubleday.[161][162][163]
- Baberowski, J. Scorched Earth: Stalin's Reign of Terror. New Haven: Yale University Press.[164]
- Baldaev, Danzig (2005). Drawings from the Gulag. FUEL.
- Barnes, S. A. (2011). Death and Redemption: The Gulag and the Shaping of Soviet Society. Princeton: Princeton University Press.[165][166][167]
- Bell, W. (2015). Sex, Pregnancy, and Power in the Late Stalinist Gulag. Journal of the History of Sexuality, 24(2), 198–224.
- Bertelsen, O. (2017). Starvation and Violence amid the Soviet Politics of Silence, 1928–1929. Genocide Studies International, 11(1), 38–67.
- Birstein, V. J. (2011). SMERSH: Stalin's Secret Weapon: Soviet Military Counterintelligence in WWII. Londres: Biteback Publishing.[168]
- Bollinger, M. J. (2008). Stalin's Slave Ships: Kolyma, the Gulag fleet, and the Role of the West. Annapolis: Naval Institute Press.
- Boriak, H., Graziosi, A., Hajda, L. A., Kessler, G., Maksudov, S., Pianciola, N., & Grabowicz, G. G. (2009). Hunger by Design: The Great Ukrainian Famine and Its Soviet Context (H. Hryn, Ed.; edição ilustrada). Cambridge: Harvard Ukrainian Research Institute.[169]
- Cameron, S. I. (2018). The Hungry Steppe: Famine, Violence, and the Making of Soviet Kazakhstan. Ithaca: Cornell University Press.[170]
- Carrère, E. H., & Ionescu, V. (1982). Stalin: Order through Terror. Londres: Addison-Wesley Longman.
- Conquest, R. (1970). The Nation Killers: The Soviet Deportation of Nationalities. Nova Iorque: Macmillan.
- Conquest, R. (1973). The Great Terror: Stalin's Purge of the Thirties. Nova Iorque: Collier Books.[g]
- Conquest, R. (1985). Inside Stalin's Secret Police: NKVD Politics, 1936–1939. Palo Alto: Hoover Institution Press, Stanford University.
- Conquest, R. (2006). The Harvest of Sorrow: Soviet Collectivization and the Terror-Famine. London: Pimlico.[171][172][173]
- Corthorn, P. (2005). Labour, the Left, and the Stalinist Purges of the Late 1930s. The Historical Journal, 48(1), 179–207.
- Davies, S. (1998). The Crime of "Anti-Soviet Agitation" in the Soviet Union in the 1930s. Cahiers Du Monde Russe, 39(1/2), 149–167.
- Davies, S. (1999). Popular Opinion in Stalin's Russia: Terror, Propaganda and Dissent, 1934–1941. Cambridge: Cambridge University Press.[38][39][40][41]
- Davies, R. W., & Wheatcroft, S. G. (2009). The Years of Hunger: Soviet Agriculture, 1931–1933. London: Macmillan.[174][175][176]
- Dobrenko, V. (2010). Constructing the Enemy: Stalin’s Political Imagination and the Great Terror. Russian Journal of Communication, 3(1–2), 72–96.
- Dolot, M. (1990). Execution by Hunger: The Hidden Holocaust. Nova Iorque: W.W. Norton.
- Draskoczy, J. S. (2014). Belomor: Criminality and Creativity in Stalin’s Gulag. Boston: Academic Studies Press.[177]
- Dobson, M. (2012). Stalin's Gulag: Death, Redemption and Memory. The Slavonic and East European Review, 90(4), 735–743.
- Ellman, M. (2003). The Soviet 1937–1938 Provincial Show Trials Revisited. Europe-Asia Studies, 55(8), 1305–1321.
- Ellman, M. (2005). The Role of Leadership Perceptions and of Intent in the Soviet Famine of 1931-1934. Europe-Asia Studies, 57(6), 823–841.
- Ellman, M. (2007). Stalin and the Soviet Famine of 1932-33 Revisited. Europe-Asia Studies, 59(4), 663–693.
- Formakov, A. (2017). Gulag Letters (E. D. Johnson, Ed.). New Haven: Yale University Press.[178]
- Gamache, R. (2013). Gareth Jones: Eyewitness to the Holodomor. Nova Iorque: Welsh Academic Press.
- Getty, J. A. (2009). Origins of the Great Purges: The Soviet Communist Party Reconsidered, 1933-1938 (Estudos Russos, Soviéticos e Pós-Soviéticos de Cambridge). Cambridge: Cambridge University Press.[179][180][181]
- Getty, J. A., & Manning, R. (Eds.). (1993). Stalinist Terror: New Perspectives. Cambridge: Cambridge University Press.
- Getty, J. A. (2002). "Excesses Are Not Permitted": Mass Terror and Stalinist Governance in the Late 1930s. The Russian Review, 61(1), 113–138.
- Getty, J. A., Naumov, O. V., & Sher, B. (2002). The Road to Terror: Stalin and the Self-Destruction of the Bolsheviks, 1932–1939. New Haven: Yale University Press.
- Getty, J. A. (2002). "Excesses Are Not Permitted": Mass Terror and Stalinist Governance in the Late 1930s. The Russian Review, 61(1), 113–138.
- Goldman, W. (2005). Stalinist Terror and Democracy: The 1937 Union Campaign. The American Historical Review, 110(5), 1427–1453.
- —————.  (2021). Terror e democracia nos tempos de Stálin: a dinâmica social da repressão[182]. São Paulo: LavraPalavra Editorial
- Graziosi, A. (2004). The Soviet 1931–1933 Famines and the Ukrainian Holodomor: Is a New Interpretation Possible, and What Would Its Consequences Be?. Harvard Ukrainian Studies, 27(1/4), 97–115.
- Graziosi, A., Hajda, L., & Hryn, H. (2013). After the Holodomor: The Enduring Impact of the Great Famine on Ukraine. Cambridge: Harvard Ukrainian Research Institute.
- Gross, J. T. (1988). Revolution from Abroad: The Soviet Conquest of Poland’s Western Ukraine and Western Belorussia (edição expandida). Princeton: Princeton University Press.[183][184][185]
- Hagenloh, P. (2009). Stalin's Police: Public Order and Mass Repression in the USSR, 1926–1941. Washington, D.C: Woodrow Wilson Center Press.
- Harris, J. (2017). The Great Fear: Stalin's Terror of the 1930s. New York: Oxford University Press.
- Hryn, H. (2009). Hunger by Design: The Great Ukrainian Famine and its Soviet Context. Cambridge: Harvard Ukrainian Research Institute.[186]
- Jansen, M., & Petrov, N. (2002). Stalin's Loyal Executioner: People's Commissar Nikolai Ezhov, 1895–1940. Palo Alto: Hoover Institution Press.[187][188]
- Katchanovski, I. (2010). The Politics of Soviet and Nazi Genocides in Orange Ukraine. Europe-Asia Studies', 62(6), 973–997.
- Khlevniuk, O., & Belokowsky, S. (2015). The Gulag and the Non-Gulag as One Interrelated Whole. Kritika: Explorations in Russian and Eurasian History. 16(3), 479–498.
- Khlevniuk, O. (2004). The History of the Gulag: From Collectivization to the Great Terror. New Haven: Yale University Press
- Kim, A. (2012). The Repression of Soviet Koreans during the 1930s. The Historian, 74(2), 267–285.
- Kindler, R. (2014). Famines and Political Communication in Stalinism. Possibilities and Limits of the Sayable. Jahrbücher Für Geschichte Osteuropas, 62(2), 255–272.
- Kis, O. (2021). Survival as Victory: Ukrainian Women in the Gulag' (L. Wolanskyj, Trans.) (Série Harvard em Estudos Ucranianos). Cambridge: Harvard University Press.[147]
- Klid, B., &  Motyl, A. J. (Eds.). (2012). The Holodomor Reader: A Sourcebook on the Famine of 1932–1933 in Ukraine. Toronto: Canadian Institute of Ukrainian Studies Press.
- Kuromiya, H. (2007). The Voices of the Dead: Stalin's Great Terror in the 1930s. New Haven: Yale University Press.
- Maksudov, S., & Olynyk, M. D. (2008). Dehumanization: The Change in the Moral and Ethical Consciousness of Soviet Citizens as a Result of Collectivization and Famine. Harvard Ukrainian Studies, 30(1/4), 123–148.
- Manning, R. (2009). Political Terror or Political Theater: The "Raion" Show Trials of 1937 and the Mass Operations. Russian History, 36(2), 219–253.
- Martin, T. (1998). The Origins of Soviet Ethnic Cleansing. The Journal of Modern History, 70(4), 813–861.
- McDermott, K. (2007) Stalinism ‘From Below’?: Social Preconditions of and Popular Responses to the Great Terror. Totalitarian Movements and Political Religions, 8(3–4), 609–622.
- McDermott, K. (1995). Stalinist Terror in the Comintern: New Perspectives. Journal of Contemporary History, 30(1), 111–130.
- McDermott, K., & Stibbe, M. (2012). Stalinist Terror in Eastern Europe: Elite Purges and Mass Repression. Manchester: Manchester University Press.
- Morris, J. (2004). The Polish Terror: Spy Mania and Ethnic Cleansing in the Great Terror. Europe-Asia Studies, 56(5), 751–766.
- Musial, B. (2013). The "Polish Operation" of the NKVD: The Climax of the Terror Against the Polish Minority in the Soviet Union. Journal of Contemporary History, 48(1), 98–124.
- Naimark, N. M. (2012). Stalin's Genocides. Princeton:: Princeton University Press.
- Nekrich, A. M. (1978). The Punished Peoples: The Deportation and Tragic Fate of Soviet Minorities at the End of the Second World War. New York: Norton.
- Nolan, C. (1990). Americans in the Gulag: Detention of US Citizens by Russia and the Onset of the Cold War, 1944–49. Journal of Contemporary History, 25(4), 523–545.
- Parrish, M. (1996). The Lesser Terror: Soviet State Security, 1939–1953. Westport: Praeger.[189][190]
- Pringle, R. W. (2008). SMERSH: Military Counterintelligence and Stalin's Control of the USSR. International Journal of Intelligence and CounterIntelligence, 21(1), 122–134.
- Rayfield, D. (2004). Stalin and His Hangmen: The Tyrant and Those Who Killed for Him. New York: Random House.
- Rimmel, L. (1997). Another Kind of Fear: The Kirov Murder and the End of Bread Rationing in Leningrad. Slavic Review, 56(3), 481–499.
- Rosefielde, S. (1997). Documented Homicides and Excess Deaths: New Insights into the Scale of Killing in the USSR during the 1930's. Communist and Post-Communist Studies, 30(3), 321–331.
- Rubenstein, J., & Naumov, V. P. (2005). Stalin's Secret Pogrom: The Postwar Inquisition of the Jewish Anti-Fascist Committee. New Haven: Yale University Press in association with the United States Holocaust Memorial Museum.
- Shatz, M. (1984). Stalin, the Great Purge, and Russian History: A new look at the "New Class". Pittsburgh: University of Pittsburgh Press.
- Shearer, D. R. (2001). Social Disorder, Mass Repression, and the NKVD during the 1930S. Cahiers Du Monde Russe, 42(2/4), 505–534.
- Shearer, D. R. (2009). Policing Stalin's Socialism: Repression and Social Order in the Soviet Union, 1924–1953. New Haven: Yale University Press.
- Shearer, D. R., & Chaustov, V. N. (2015). Stalin and the Lubianka: A Documentary History of the Political Police and Security Organs in the Soviet Union, 1922–1953. New Haven: Yale University Press.
- Shearer, D. R. (2018). Stalin at War, 1918–1953: Patterns of Violence and Foreign Threat. Jahrbücher Für Geschichte Osteuropas, 66(2), 188–217.
- Snyder, T. (2010). Bloodlands: Europe Between Hitler and Stalin. New York: Basic Books.[191][192]
- Solzhenitsyn, A. The Gulag Archipelago, 1918–1956: An Experiment in Literary Investigation (3 vols.). (various publishers and translations).[193]
- Vatlin, A. I. U., Bernstein, S., & Khlevniuk, O. V. (2016). Agents of Terror: Ordinary Men and Extraordinary Violence in Stalin's Secret Police. Madison, WI: University of Wisconsin Press.
- Viola, L. (2009). The Unknown Gulag: The Lost World of Stalin's Special Settlements. New York: Oxford University Press.
- Viola, L. (2017). Stalinist Perpetrators on Trial: Scenes from the Great Terror in Soviet Ukraine. New York: Oxford University Press.[194]
- Weitz, E. D. (2002). Racial Politics Without the Concept of Race: Reevaluating Soviet Ethnic and National Purges. Slavic Review, 61(1), 1–29.
- Werth, N. (2007). Cannibal Island: Death in a Siberian Gulag. Princeton:: Princeton University Press.
- Wheatcroft, S. (1996). The Scale and Nature of German and Soviet Repression and Mass Killings, 1930-45. Europe-Asia Studies, 48(8), 1319–1353.
- Wheatcroft, S. G. (2000). The Scale and Nature of Stalinist Repression and Its Demographic Significance: On Comments by Keep and Conquest. Europe-Asia Studies, 52(6), 1143–1159.
- Wheatcroft, S. (2012). The Soviet Famine of 1946–1947, the Weather and Human Agency in Historical Perspective. Europe-Asia Studies, 64(6), 987–1005.

## Agricultura e o campesinato
- Bridger, S. (2012). Women in the Soviet Countryside: Women's Roles in Rural Development in the Soviet Union (Cambridge Russian, Soviet and Post-Soviet Studies). Cambridge: Cambridge University Press.[144][145][146]
- Brower, D. (1977). Collectivized Agriculture in Smolensk: The Party, the Peasantry, and the Crisis of 1932. The Russian Review, 36(2), 151–166.
- Conquest, R. (2006). The Harvest of Sorrow: Soviet Collectivization and the Terror-Famine. Londres: Pimlico.[171][172][173]
- Cox, T. M. (1979). Rural Sociology in the Soviet Union: Its History and Basic Concepts. Nova Iorque: Holmes & Meier Publishers.[195][196]
- Danilov, V. P. (1988). Rural Russia Under the New Regime. London: Hutchinson.[197][198]
- ———., Ivnitskii, N. A., Kozlov, D., Shabad, S., & Viola, L. (2008). The War Against the Peasantry, 1927–1930: The Tragedy of the Soviet Countryside. New Haven: Yale University Press.[199][200]
- Davies, R. W. (1980). The Industrialization of Soviet Russia, The Soviet Collective Farm, 1929–1930. Londres: Palgrave.[201]
- ———, & Wheatcroft, S. G. (2009). The Years of Hunger: Soviet Agriculture, 1931–1933. Londres: Macmillan.[174][175][176]
- ———, Tauger, M., & Wheatcroft, S. (1995). Stalin, grain stocks and the famine of 1932-1933. Slavic Review, 54(3), 642–657.[202]
- Fitzpatrick, S. (1994). Stalin's Peasants: Resistance and Survival in the Russian Village after Collectivization. Nova Iorque: Oxford University Press.[203][204][205][206]
- Huhn, U. (2017). Reconciling Failure and Success: Soviet Elites and the Collectivized Village. Jahrbücher Für Geschichte Osteuropas, 65(3), 362–400.
- Joravsky, D. (2010). Lysenko Affair. Chicago, IL: University of Chicago Press.[h][207][208]
- Lewin, M., Nove, I., Biggart, J., & Nove, A. (1968). Russian Peasants and Soviet Power: A Study of Collectivization. Nova Iorque: Norton.[209][210]
- Marples, D. R. (1985). Western Ukraine and Western Belorussia under Soviet Occupation: The Development of Socialist Farming, 1939-1941. Canadian Slavonic Papers / Revue Canadienne Des Slavistes, 27(2), 158–177.
- Reese, R. (1996). Red Army Opposition to Forced Collectivization, 1929–1930: The Army Wavers. Slavic Review, 55(1), 24–45.
- Shanin, T. (1972). The Awkward Class: Political Sociology of Peasantry in a Developing Society: Russia 1910–1925. Oxford: Clarendon Press.[211][212][213]
- Swain, N. (2009). Collective Farms which Work? (Cambridge Russian, Soviet and Post-Soviet Studies). Cambridge: Cambridge University Press.[214][215][216]
- Tauger, M. B. (2001). Natural disaster and human actions in the Soviet famine of 1931–1933. The Carl Beck Papers in Russian and East European Studies, 1506, 67.[217]
- ———. (2004). Soviet Peasants and Collectivization, 1930-39: Resistance and adaptation. The Journal of Peasant Studies, 31(3–4), 427–456.[218]
- ———. (1991). The 1932 harvest and the famine of 1933. Slavic Review, 50 (1), 70–89.[219]
- Thorniley, D., & Gardiner, K. (2016). Rise and Fall of the Soviet Rural Communist Party 1927–39. London: Palgrave Macmillan.[220][221]
- Volin, L. (1970). A Century of Russian Agriculture: From Alexander II to Khrushchev. Cambridge: Harvard University Press.[222][223]
- ———. (1999). Peasant Rebels Under Stalin: Collectivization and the Culture of Peasant Resistance. Nova Iorque: Oxford University Press.[224][225]
- ———. (2011). The Best Sons of the Fatherland: Workers in the Vanguard of Soviet Collectivization. New York: Oxford University Press.[226][227]
- Yesdauletova, A; Yesdauletov, A; Aliyeva, S; Kakenova, G. (2015). Famine and Kazakh Society in the 1930s. The Anthropologist, 22(3), 537–544.

## Industrialização e urbanização
- Allen, R. C. (2009). Farm to Factory: A Reinterpretation of the Soviet Industrial Revolution. Princeton: Princeton University Press.[228][229]
- Davies, R. W. (1980). The Industrialization of Soviet Russia, The Soviet Collective Farm, 1929–1930. Londres: Palgrave.[201]
- DeHaan, H. (2016). Stalinist City Planning: Professionals, Performance, and Power. Toronto: University of Toronto Press.[230][231]
- Figes, O. (2008). The Whisperers: Private Life in Stalin's Russia. Nova Iorque: Picador.[44][45]
- Gregory, P., & Markevich, A. (2002). Creating Soviet Industry: The House That Stalin Built. Slavic Review, 61(4), 787–814.
- Harrison, M. (2008). Guns and Rubles: The Defense Industry in the Stalinist State. Yale University Press.[232][233]
- Ings, S. (2017). Stalin and the Scientists: A History of Triumph and Tragedy, 1905-1953. Nova Iorque: Atlantic Monthly Press.
- Kotkin, S. (1997). Magnetic Mountain: Stalinism as a Civilization. Berkeley, CA: University of California Press.[234][235][236]
- Kuromiya, H. (1990). Stalin's Industrial Revolution: Politics and Workers, 1928–1932. Cambridge: Cambridge University Press.[237][238][239]
- Liber, G. (2010). Soviet Nationality Policy, Urban Growth, and Identity Change in the Ukrainian SSR 1923-1934 (Cambridge Russian, Soviet and Post-Soviet Studies). Cambridge: Cambridge University Press.[121][122][123]
- Oushakine, S. (2014). "Against the Cult of Things": On Soviet Productivism, Storage Economy, and Commodities with No Destination. The Russian Review, 73(2), 198–236.
- Ruder, C. A. (2019). Building Stalinism: The Moscow Canal and the Creation of Soviet Space. Londres: I.B. Tauris.[240]
- Shearer, D. R. (2018). Industry, State, and Society in Stalin's Russia, 1926–1934. Ithaca: Cornell University Press.[241][242]
- Siegelbaum, L. (1984). Soviet Norm Determination in Theory and Practice, 1917–1941. Soviet Studies, 36(1), 45–68.
- Stone, D. (2005). First Five-Year Plan and the Geography of Soviet Defence Industry. Europe-Asia Studies, 57(7), 1047–1063.
- Zubovich, K. (2020). The Fall of the Zariad´e: Monumentalism and Displacement in Late Stalinist Moscow. Kritika: Explorations in Russian and Eurasian History, 21(1), 73–95

### Trabalho
- Fitzpatrick, S. (1989). War and Society in Soviet Context: Soviet Labor before, during, and after World War II. International Labor and Working-Class History, 35, 37–52.
- Keys, B. (2009). An African-American Worker in Stalin's Soviet Union: Race and the Soviet Experiment in International Perspective. The Historian, 71(1), 31–54.
- Siegelbaum, L. H., & Suny, R. G. (1994). Making Workers Soviet: Power, Class, and Identity. Ithaca: Cornell University Press.[243][244]
- Smith, S. A. (1997). Russian Workers and the Politics of Social Identity. The Russian Review, 56(1), 1–7.

### Energia
- Holloway, D. (2008). Stalin and the Bomb: The Soviet Union and Atomic Energy, 1939–1956. New Haven: Yale University Press.[245][246]

## Territórios soviéticos
Para trabalhos relacionados ao terror e à fome, consulte a seção Terror, Fome e o Gulag.
- Blauvelt, T. K. (2021). Clientelism and Nationality in an Early Soviet Fiefdom: The Trials of Nestor Lakoba. Londres: Routledge.
- Blauvelt, T. K. & Smith, J. (Eds.) (2016). Georgia After Stalin: Nationalism and Soviet Power. London: Routledge.
- Boyanin, Y. (2011). The Kyrgyz of Naryn in the Early Soviet Period: A Study Examining Settlement, Collectivisation and Dekulakisation on the Basis of Oral Evidence. Inner Asia, 13(2), 279–296.
- Boriak, H., Graziosi, A., Hajda, L. A., Kessler, G., Maksudov, S., Pianciola, N., & Grabowicz, G. G. (2009). Hunger by Design: The Great Ukrainian Famine and Its Soviet Context (H. Hryn, Ed.; edição ilustrada). Cambridge: Harvard Ukrainian Research Institute.[169]
- Edgar, A. (2006). Bolshevism, Patriarchy, and the Nation: The Soviet "Emancipation" of Muslim Women in Pan-Islamic Perspective. Slavic Review, 65(2), 252–272.
- Edgar, A. L. (2004). Tribal Nation: The Making of Soviet Turkmenistan. Princeton, N.J.: Princeton University Press.
- Forestier-Peyrat, E. (2017). Soviet Federalism at Work: Lessons from the History of the Transcaucasian Federation, 1922–1936. Jahrbücher Für Geschichte Osteuropas, 65(4), 529–559.
- Glebov, S. (2017). From Empire to Eurasia: Politics, Scholarship, and Ideology in Russian Eurasianism, 1920s–1930s (Série NIU em Estudos Eslavos, do Leste Europeu e da Eurásia). DeKalb: Northern Illinois University Press.[247]
- Gross, J. T. (2002). Revolution from Abroad: The Soviet Conquest of Poland's Western Ukraine and Western Belorussia. Princeton: Princeton University Press.[248][249]
- Kasekamp, A. (2017). Chapter 6: Between Anvil and Hammer. In A History of the Baltic States. New York: Macmillan Education.
- Kassymbekova, B. (2016). Despite Cultures: Early Soviet Rule in Tajikistan. Pittsburgh: University of Pittsburgh Press.[250][251]
- Keller, S. (2020). Russia and Central Asia: Coexistence, Conquest, Convergence. Toronto: University of Toronto Press.[153]
- Khalid, A. (2021). Central Asia: A New History from the Imperial Conquests to the Present. Princeton: Princeton University Press.[147]
- Khalid, A. (2015). Making Uzbekistan: Nation, Empire, and Revolution in the Early USSR. Ithaca: Cornell University Press.[252]
- King, C. (2012). The Ghost of Freedom: A History of the Caucasus. Nova Iorque: Oxford University Press.[253]
- Kotljarchuk, A., & Sundström, O. (2017). Ethnic and Religious Minorities in Stalin's Soviet Union: New Dimensions of Research. Huddinge: Södertörn University.
- Kuromiya, H. (2002). Freedom and Terror in the Donbas: A Ukrainian-Russian Borderland, 1870s–1990s. Cambridge: Cambridge University Press.[254][255]
- Liber, G. (2010). Soviet Nationality Policy, Urban Growth, and Identity Change in the Ukrainian SSR 1923-1934 (Estudos Russos, Soviéticos e Pós-Soviéticos de Cambridge). Cambridge: Cambridge University Press.[121][122][123]
- Mark, S. G. (1998). Stalinism and the Demise of Old Siberia. Nationalities Papers, 26(4), 777–784.
- Marples, D. R. (1992). Stalinism in Ukraine: In the 1940s. Nova Iorque: St. Martin's Press.[256]
- Marshall, A. (2010). The Caucasus Under Soviet Rule. New York City, NY: Routledge.
- Miller, C. (2021). We Shall Be Masters: Russian Pivots to East Asia from Peter the Great to Putin. Cambridge: Harvard University Press.[147]
- Nahaylo, B., & Swoboda, V. (1990). Soviet Disunion: A History of the Nationalities Problem in the USSR. Londres: Hamilton.[257][258]
- Northrop, D. (2004). Veiled Empire: Gender and Power in Stalinist Central Asia. Ithaca: Cornell University Press.[259][260]
- Pauly, M. (2014). Breaking the Tongue: Language, Education, and Power in Soviet Ukraine, 1923-1934. Toronto: University of Toronto Press.[261]
- Plokhy, S. (2017). The Gates of Europe: A History of Ukraine. New York: Basic Books.[262]
- Rieber, A. (2001). Stalin, Man of the Borderlands. The American Historical Review, 106(5), 1651–1691.
- Saparov, A (2015). From Conflict to Autonomy in the Caucasus: The Soviet Union and the making of Abkhazia, South Ossetia and Nagorno Karabakh. New York: Routledge.[263]
- Scott, E. (2017). Familiar Strangers: The Georgian Diaspora and the Evolution of Soviet Empire. Nova Iorque: Oxford University Press.[264][265]
- Shkandrij, M. (2015). Ukrainian Nationalism: Politics, Ideology, and Literature, 1929-1956. New Haven: Yale University Press.[266][267]
- Sirutavičius, V. (2015). National Bolshevism or National Communism: Features of Sovietization in Lithuania in the Summer of 1945 (The First Congress of the Intelligentsia). The Hungarian Historical Review, 4(1), 3–28.
- Stronski, P. (2010). Tashkent: Forging a Soviet City, 1930–1966. Pittsburgh: University of Pittsburgh Press.[268][269]

### Povos indígenas e grupos étnicos
- Kappeler, A., Kohut, Z. E., Sysyn, F. E., & von Hagen, M. (Eds.). (2003). Culture, nation, and identity: the Ukrainian-Russian encounter, 1600–1945. Toronto: Canadian Institute of Ukrainian Studies Press.

## Biografias
- Davies, S., & Harris, J. (Eds.). (2005). Stalin: A New History. Cambridge, UK: Cambridge University Press.
- Deutscher, I. (2006). Stalin: Uma Biografia Política. Rio de Janeiro: Civilização Brasileira.
- Khlevniuk, O. V. (2017). Stálin: Nova biografia de um ditador (M. Men, Trans.). São Paulo: Amarilys.
- Kotkin, S. (2017). Stálin - Volume 1: Paradoxos do poder, 1878-1928. Rio de Janeiro: Objetiva.
- Kotkin, S. (2017). Stalin: Volume 2: Waiting for Hitler, 1928–1941. New York: Penguin Books.
- Marie, J-J. (2011). Stálin. São Paulo: Babel.
- Montefiore, S. S. (2006). Stálin: a corte do czar vermelho. São Paulo: Companhia das Letras.
- Service, R. W. (2022). Stalin: Uma biografia. Rio de Janeiro: Record.

### Livros
As bibliografias contêm entradas em inglês e não-inglês, salvo indicação em contrário.
Bibliografias da Era Stalinista na União Soviética
- Applebaum, A. (2003). Bibliografia. Em Gulag: A History. Nova Iorque: Doubleday.
- Applebaum, A. (2012). Bibliografia. Em Iron Curtain: The Crushing of Eastern Europe, 1944–1956. Nova Iorque: Doubleday.
- Applebaum, A. (2017). Bibliografia selecionada. Em Red Famine: Stalin's War on Ukraine. Nova Iorque: Doubleday.
- Brandenberger, D. (2012). Notas. Em Propaganda State in Crisis: Soviet Ideology, Indoctrination, and Terror under Stalin, 1927–1941. New Haven: Yale University Press.
- Egan, D. R., & Egan, M. A. (2007). Joseph Stalin: An Annotated Bibliography of English-language Periodical Literature to 2005. Lanham: The Scarecrow Press.
- Figes, O. (2015). A Short Guide To Further Reading. Em Revolutionary Russia, 1891–1991. Nova Iorque: Metropolitan Books.
- Fitzpatrick, S. (1994). Sobre Bibliografia e Fontes. Em Stalin's Peasants: Resistance and Survival in the Russian Village after Collectivization. Nova Iorque: Oxford University Press.
- ———. (1999). Bibliografia. Em Everyday Stalinism: Ordinary Life in Extraordinary Times: Soviet Russia in the 1930s. Nova Iorque: Oxford University Press.
- ———. (2006). Leitura adicional. Em Stalinism: New Directions. Londres: Routledge.
- ———. (2015). Bibliografia. Em On Stalin's Team: The Years of Living Dangerously in Soviet Politics. Princeton: Princeton University Press
- ———, & Viola, L. (2016). A Researcher's Guide to Sources on Soviet Social History in the 1930s. Nova Iorque: Routledge.
- Getty, J. A., Naumov, O. V., & Sher, B. (1999). Notas. Em The Road to Terror: Stalin and the Self-Destruction of the Bolsheviks, 1932—1939. New Haven: Yale University Press.
- Getty, J. A. (2013). Notas. Em Practicing Stalinism: Bolsheviks, Boyars, and the Persistence of Tradition. New Haven: Yale University Press.
- Hill, A. (2017). Bibliografia. Em The Red Army and the Second World War. Cambridge: Cambridge University Press.
- Kotkin, S. (2014/2017). Bibliografia. Em Stalin (Vol. 1 Paradoxes of Power, Vol. 2 Waiting for Hitler, Vol. 3 forthcoming). Nova Iorque: Penguin Books.
- Kutulas, J. (1995). Bibliografia. Em The Long War: The Intellectual People's Front and anti-Stalinism, 1930–1940. Durham: Duke University Press.
- McNeal, R. H. (1967). Stalin's Works: An annotated bibliography. Palo Alto: The Hoover Institution, Universidade Stanford.
- Shearer, D. R. (2018). Bibliografia. Em Industry, State, and Society in Stalin's Russia, 1926–1934. Ithaca: Cornell University Press.

Bibliografias da história russa (soviética) contendo material significativo sobre a era stalinista na União Soviética
- Edelheit, A. J., & Edelheit, H. (1992). The Rise and Fall of the Soviet Union: A selected bibliography of sources in English. Westport: Greenwood Publishing.
- Grierson, P. (1969). Books on Soviet Russia: 1917 – 1942; a Bibliography and a Guide to Reading. Twickenham: Anthony C. Hall.
- Horecky, P. L. (1971). Russia and the Soviet Union: A Bibliographic Guide to Western-language Publications. Chicago, IL: The University of Chicago Press.
- Kenez, P. (2016). Soviet History: A Bibliography. In A History of the Soviet Union from the Beginning to its Legacy (3.ª edição). Cambridge: Cambridge University Press.
- Schaffner, B. L. (1995). Bibliography of the Soviet Union, its Predecessors and Successors. Metuchen, NJ: Scarecrow Press.
- Spapiro, D. (1962). A Select Bibliography of Works in English on Russian History,1801–1917. Oxford: Blackwell.
- Simmons, E. J. (1962). Russia: Selective and Annotated Bibliography. The Slavic and East European Journal, 6(2), 148–158. doi:10.2307/3086102

Bibliografias de documentos de fontes primárias
- Boriak, H. (2001). The Publication of Sources on the History of the 1932–1933 Famine-Genocide: History, Current State, and Prospects. Harvard Ukrainian Studies, 25(3/4), 167–186.
- Dalrymple, D. G. (1965). The Soviet Famine of 1932-1934; Some Further References. Soviet Studies, 16(4), 471–474.
- Figes, O. (2008). The Whisperers: Private Life in Stalin's Russia. Nova Iorque: Picador.